# Калиптроген

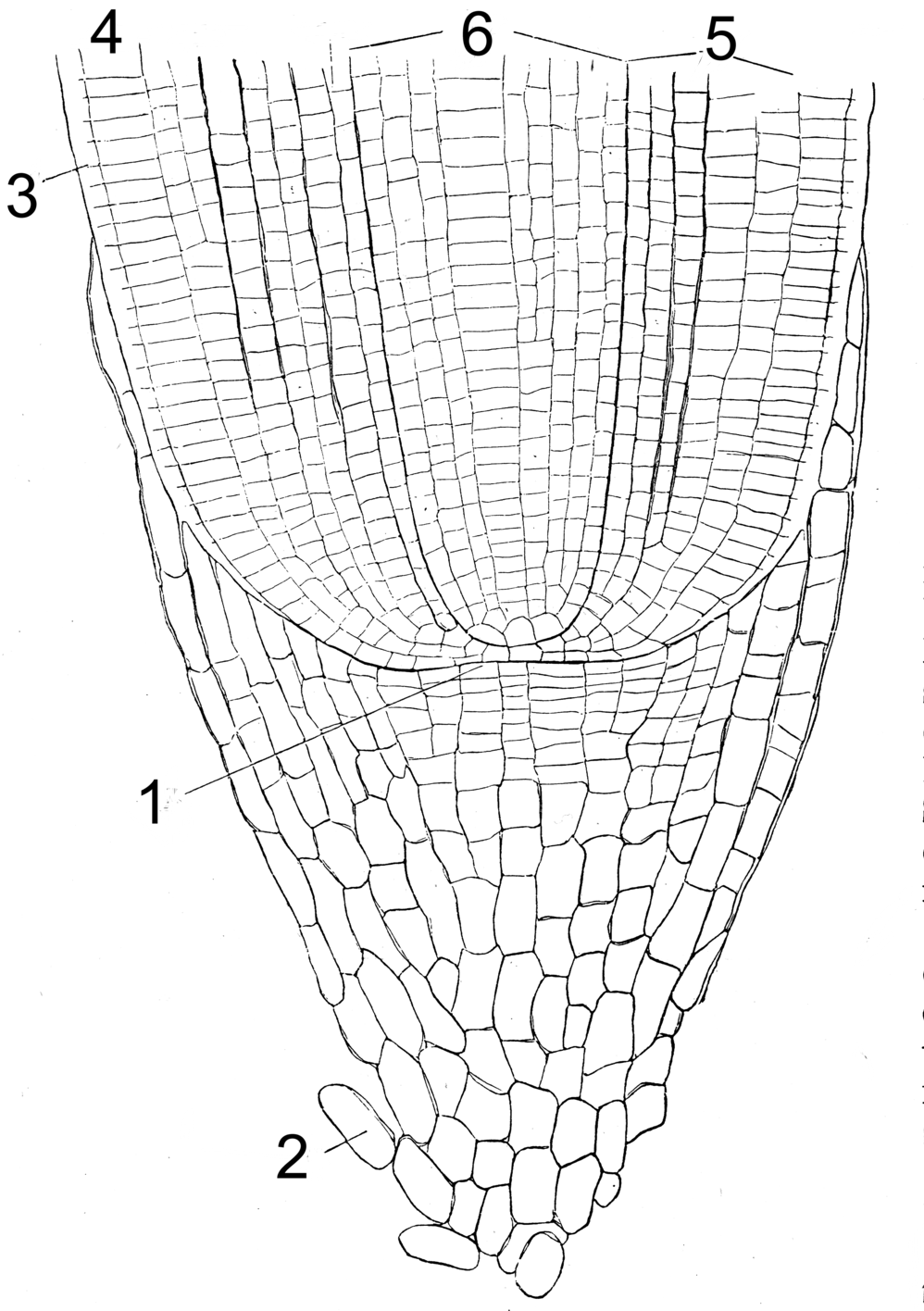
На этой схеме расположение калиптрогена обозначено цифрой 1.

Калиптроге́н (этимология: от греч. καλύπτρα (kalýptra) — покрывало и γεννάω (genёo) — рождать) — меристематический слой клеток, из которого образуется корневой чехлик. Располагается в конусе нарастания корня.
Калиптроген встречается главным образом у однодольных; его роль у двудольных выполняет ткань, из которой кроме корневого чехлика также образуется наружный волосконосный всасывающий слой; такую меристематическую ткань называют дерматокалиптроген.